# Rüdern
Rüdern ist ein Stadtteil von Esslingen am Neckar im Nordwesten der Stadt.

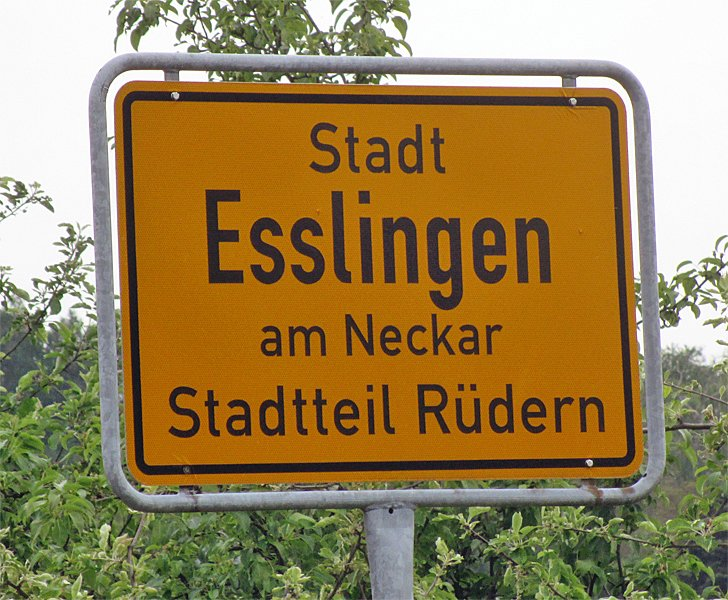
Ortsschild von Rüdern

## Geschichte
Rüdern wurde 1279 erstmals als Esslinger Filialdorf erwähnt.
Der ursprüngliche Ailenbergturm (auch Mélac-Turm genannt) wurde 1574 nach dem Testament des Amtsmannes Joß Burckhardt zur „besonderen Zierde der Stadt“ oberhalb Obertürkheims errichtet.

## Politik
Der Ansprechpartner für die Belange des Stadtteils für die Stadtverwaltung und den Gemeinderat von Esslingen ist der Bürgerausschuss RSKN (Rüdern, Sulzgries, Krummenacker, Neckarhalde). Auf der Stadtteilebene gestaltet der Bürgerausschuss das kommunale Leben mit. Er ist Mitglied der Arbeitsgemeinschaft der Bürgerausschüsse, diese besteht zum Erfahrungsaustausch und zur Koordination der einzelnen Bürgerausschüsse der Stadt.
Grundlage für die Arbeitsweise und den Aufbau des Bürgerausschusses und der Arbeitsgemeinschaft ist der von der Arbeitsgemeinschaft am 21. Februar 1991 beschlossene Status. 
Als Grundlage für die Zusammenarbeit zwischen dem Bürgerausschuss, dem Gemeinderat und der Verwaltung wurde eine Vereinbarung getroffen. Diese wurde von der Arbeitsgemeinschaft am 17. Juli 1990 gebilligt und vom Gemeinderat am 10. Dezember 1990 genehmigt. Im Juni 2000 wurde sowohl der Status als auch die Vereinbarung redaktionell überarbeitet.
In der öffentlichen Bürgerversammlung, die die Stadt Esslingen am 21. März 2019 im Bürgerhaus RSKN in Rüdern durchführte, wurde der Bürgerausschuss Rüdern, Sulzgries, Krummenacker, Neckarhalde  für 3 Jahre gewählt.

## Bürgerhaus RSKN
Das Bürgerhaus RSKN, Sulzgrieser Str. 170 wurde am 28. November 2009 feierlich eröffnet. Es befindet sich an den Grenzen der drei Teilorte Rüdern, Sulzgries und Krummenacker. Das Bürgerhaus soll ein gemeinsames Dach für Gruppen und Vereine sein. Es wurde aus dem Vermögen des Stifters Richard Clauß gekauft und umgebaut. Am 16. Juli 2007 erlangte die Stiftung Bürgerhaus in RSKN ihre Rechtsfähigkeit. Im Erdgeschoss befindet sich ein Getränkehändler.

## Sehenswürdigkeiten

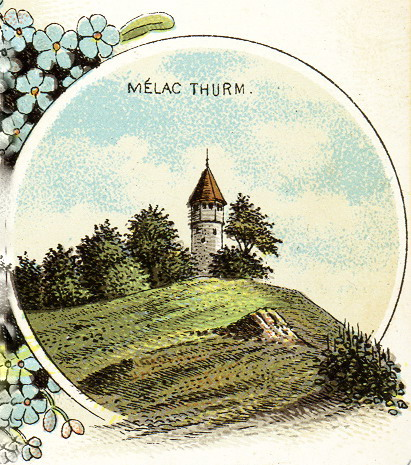
Melac-Turm auf dem Ailenberg nahe Obertürkheim

- Der Ailenberg mit dem Mélacturm (erbaut 1574)
- Die Katharinenlinde mit Aussichtsturm
- Die Mauern der alten Weinbergterrassen
- Aussicht über das Neckartal zwischen Mettingen und Bad Cannstatt